# توجيه الكلام
توجيه الكلام هو عند البلغاء أن تنسب الأفعال والأقوال والحركات والسكنات وغير ذلك لكلّ ذات موافقة لذلك إمّا بناء على حكم الخلقة أو بناء على حكم الاصطلاح أو العادة، كما ينسب للإنسان القول والأكل والشرب، وللبلبل والببغاء الكلام والطيران، وللحجر الكسر والوقوع وللشجرة النمو، وللقلم الكتابة والجريان. وما هو مخالف لهذا السياق ومناف لهذا الوفاق فإنه يجتنب.